# 草叶鳞盖蕨
草叶鳞盖蕨（学名：Microlepia herbacea）为碗蕨科鳞盖蕨属下的一个种。
现接受名为岭南鳞盖蕨（Microlepia matthewii Christ, 1909）。